# Gumersindo Rodríguez
Gumersindo Rodríguez (Las Hernández, estado Nueva Esparta, Venezuela, 13 de enero de 1933 - Weston (Florida), Estados Unidos, 27 de octubre de 2015) fue un economista y político venezolano.

## Biografía
Durante la dictadura de Marcos Pérez Jiménez estuvo preso y exiliado. Rodríguez llegó a ser miembro de la dirección nacional juvenil de Acción Democrática (AD). Después de la caída de Marcos Pérez Jiménez, Rodríguez se vio influenciado por la revolución cubana de Fidel Castro, al igual que otros dirigentes de la juventud de AD de la época. En 1960 fundó junto a otros exdirigentes de AD el partido marxista Movimiento de Izquierda Revolucionaria (MIR). Participó en la lucha armada contra el gobierno de Rómulo Betancourt, por lo que fue detenido y encerrado en la Cárcel de la Planta. Al salir de la cárcel se separó del MIR.
Se graduó en Ciencias Económicas en la Universidad de Mánchester. En 1969 fue elegido diputado del Congreso de Venezuela por AD. En 1974, el presidente Carlos Andrés Pérez lo designó ministro de Cordiplan. Siendo jefe del gabinete económico de Pérez, le tocó elaborar el Quinto Plan de la Nación. Creó además el plan de becas Gran Mariscal de Ayacucho que sirvió para capacitar a estudiantes venezolanos en universidades del exterior. Fue también creador de la Gran Venezuela, una ideología puesta de moda en el primer gobierno de Carlos Andrés Pérez. Gumersindo Rodríguez murió de un infarto el 27 de octubre de 2015.

## Obras publicadas
- Nuevos conceptos para nuevos tiempos
- El nuevo modelo de desarrollo venezolano
- Economía pública y capitalismo de Estado en Venezuela
- Rómulo Betancourt y la generación política de 1958
- Rómulo Betancourt y la siembra del petróleo
- Los gobiernos de Carlos Andrés Pérez